# Emléktáblák Budapest XVIII. kerületében
Budapest XVIII. kerülete szócikkhez kapcsolódó képgaléria, mely helyi, országos vagy nemzetközi hírű személyekkel, valamint épületekkel, műtárgyakkal, helynevekkel és eseményekkel összefüggő emléktáblákat tartalmaz.

## Galéria

### Emléktáblák

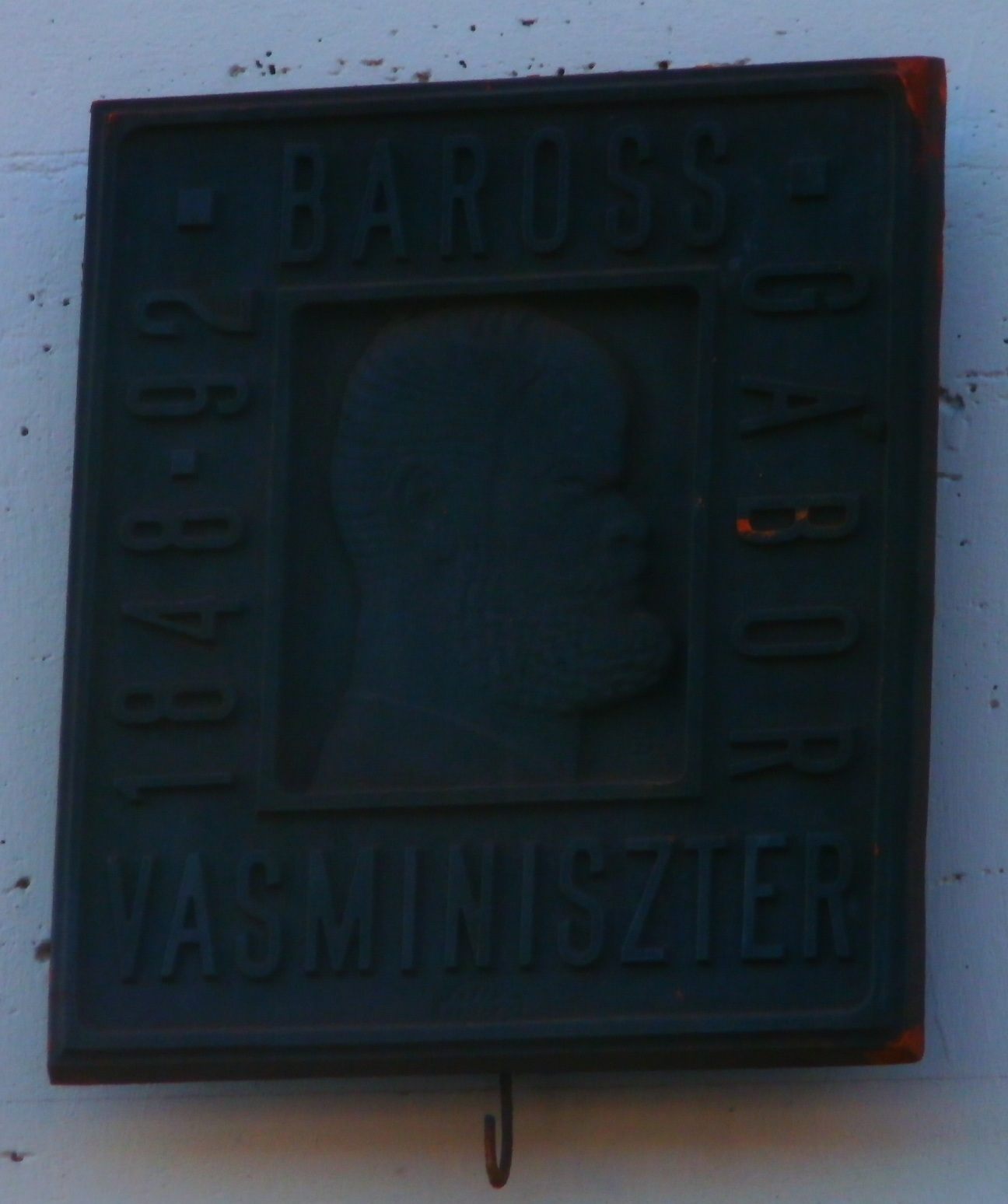
Baross Gábor, Baross utca 7.
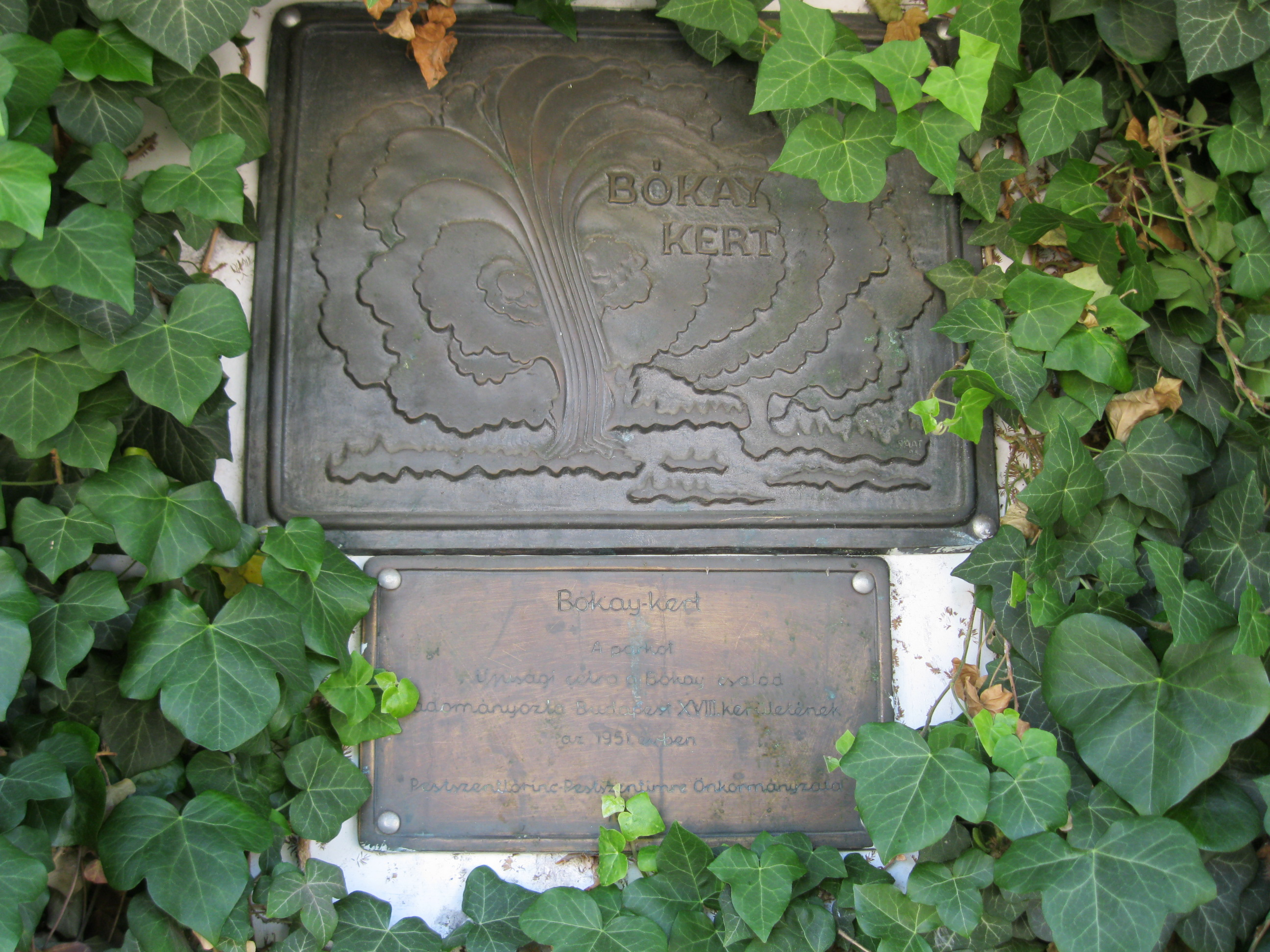
Bókay-kert, Szélmalom utca 33.
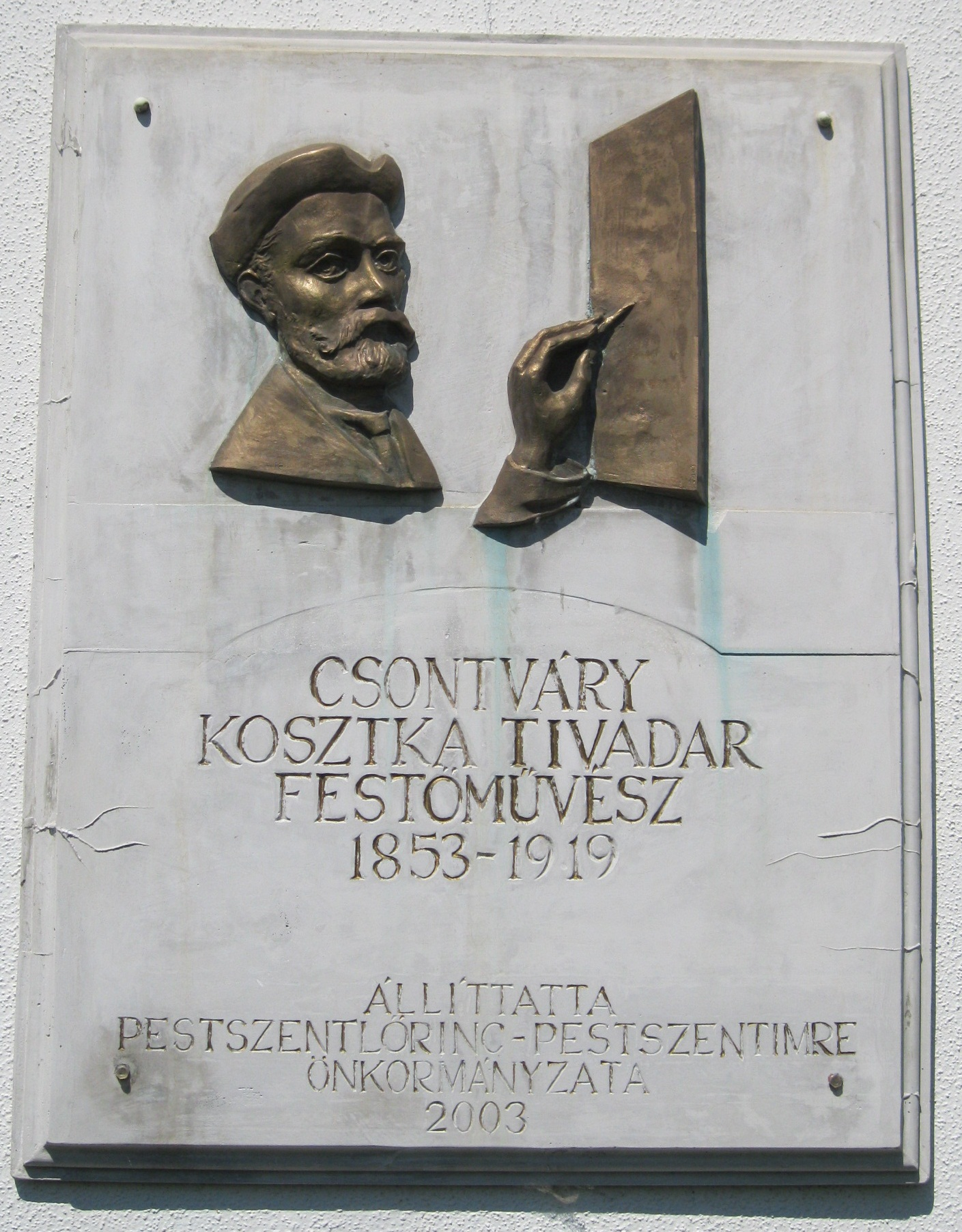
Csontváry Kosztka Tivadar, Kondor Béla sétány 10.
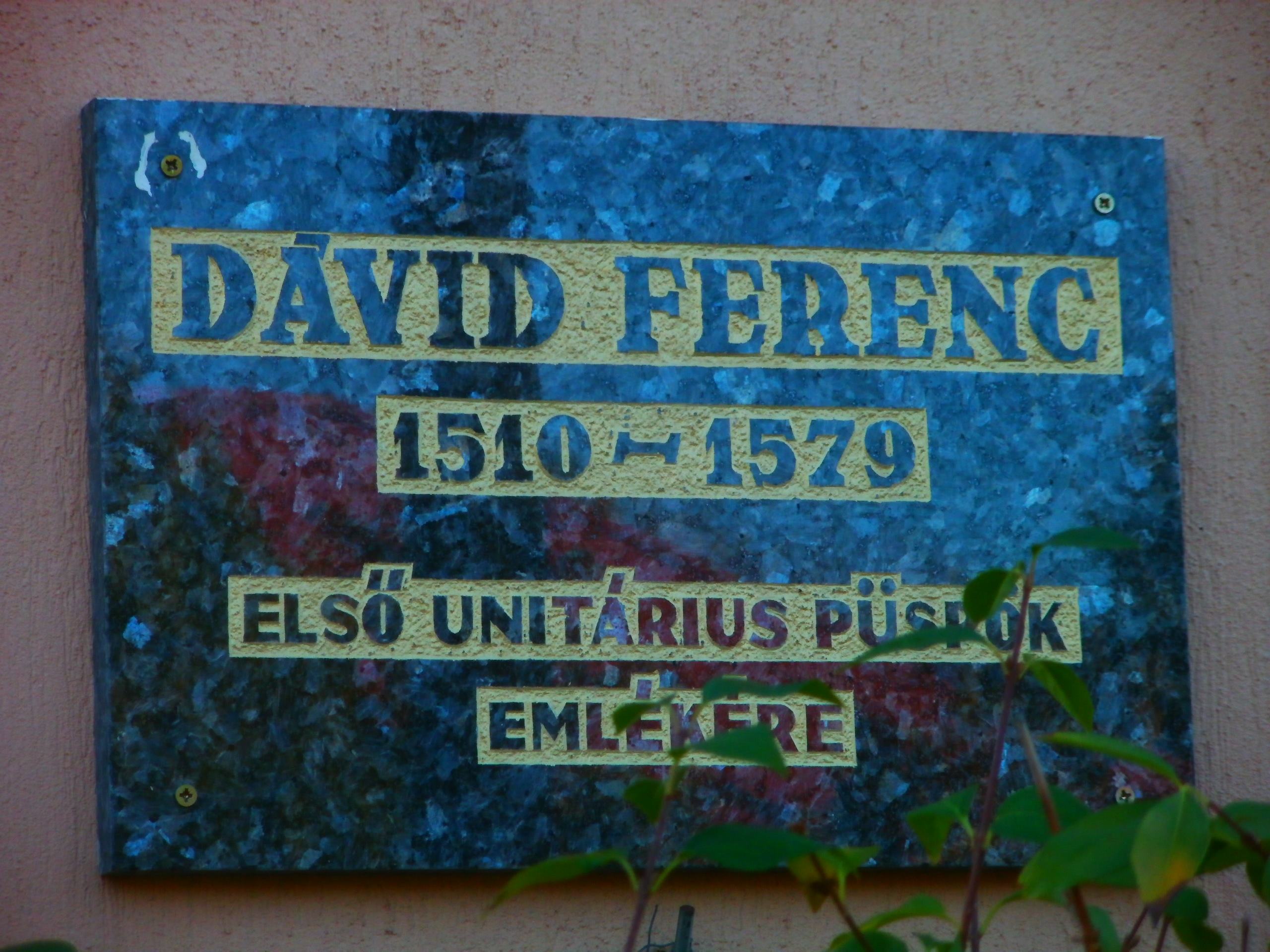
Dávid Ferenc, Dávid Ferenc utca 2.
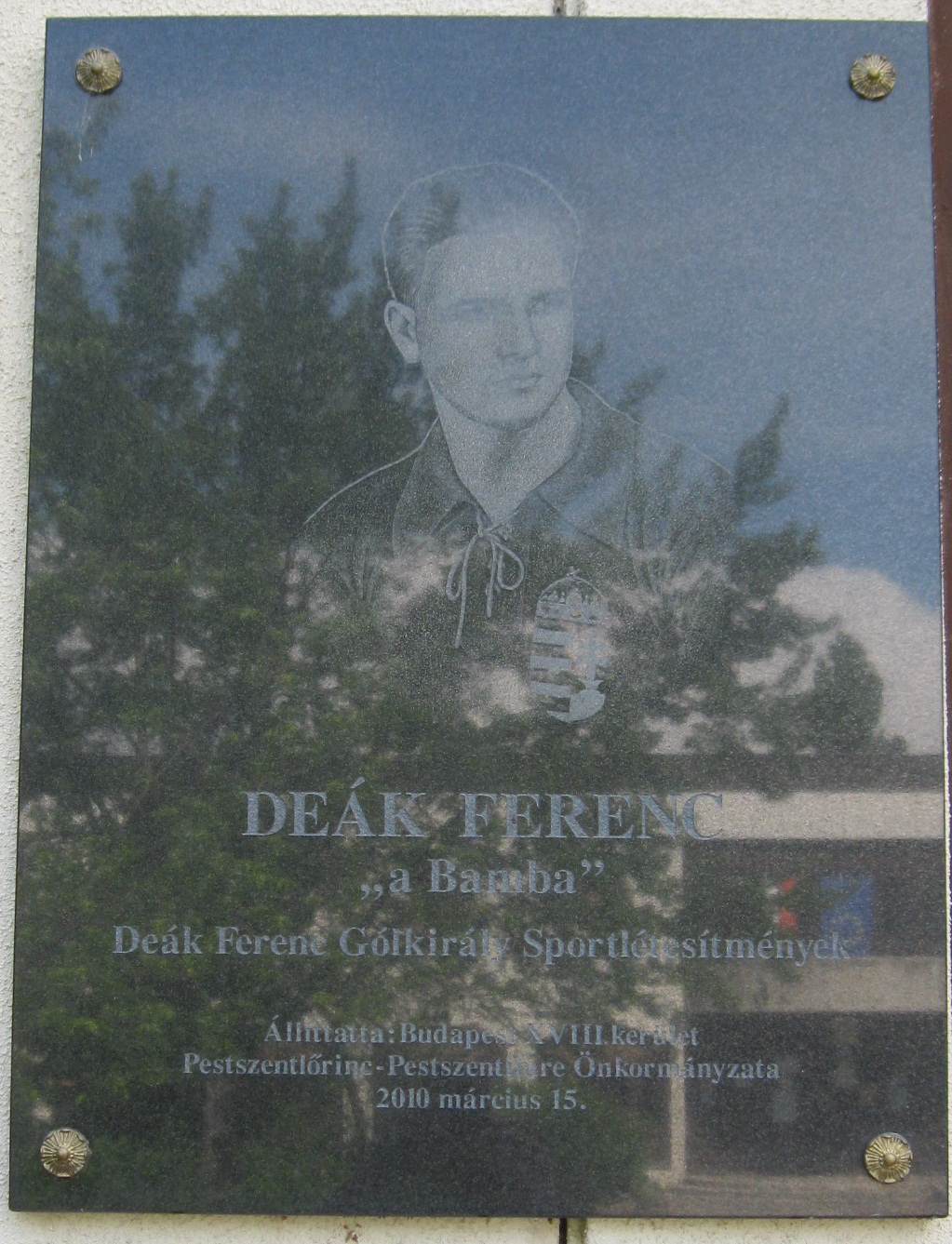
Deák Ferenc, Tövishát utca 8.
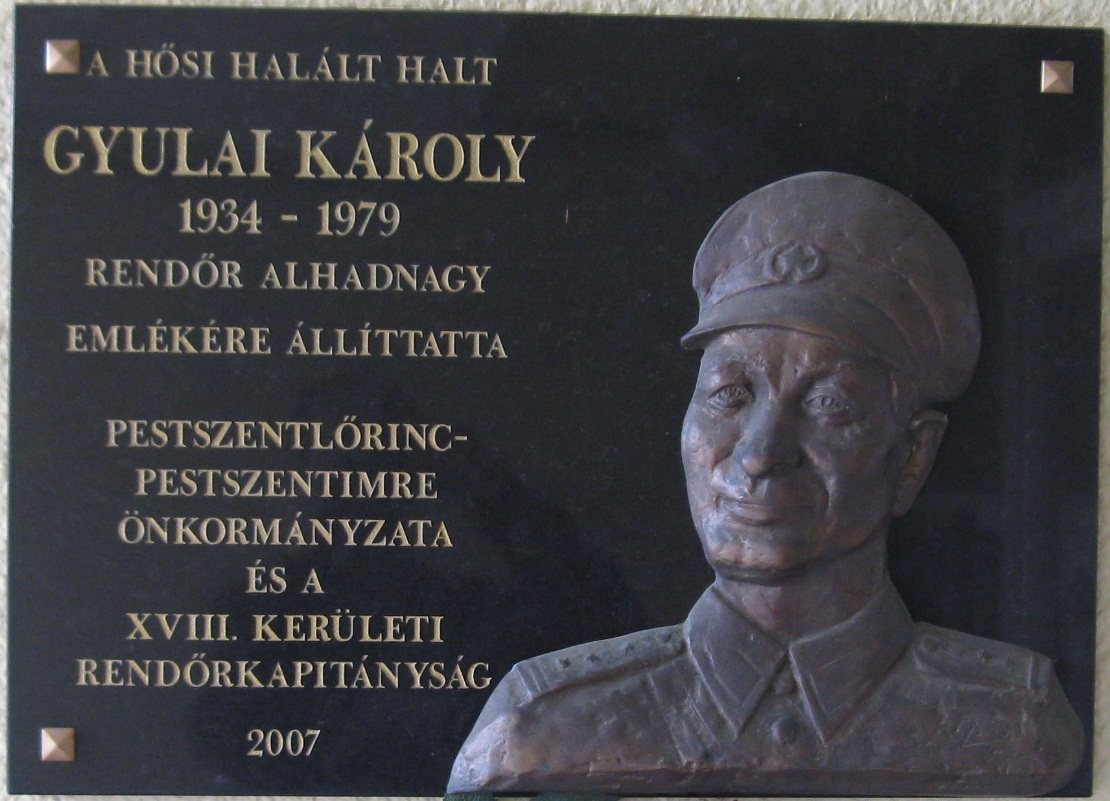
Gyulai Károly, Üllői út 438.
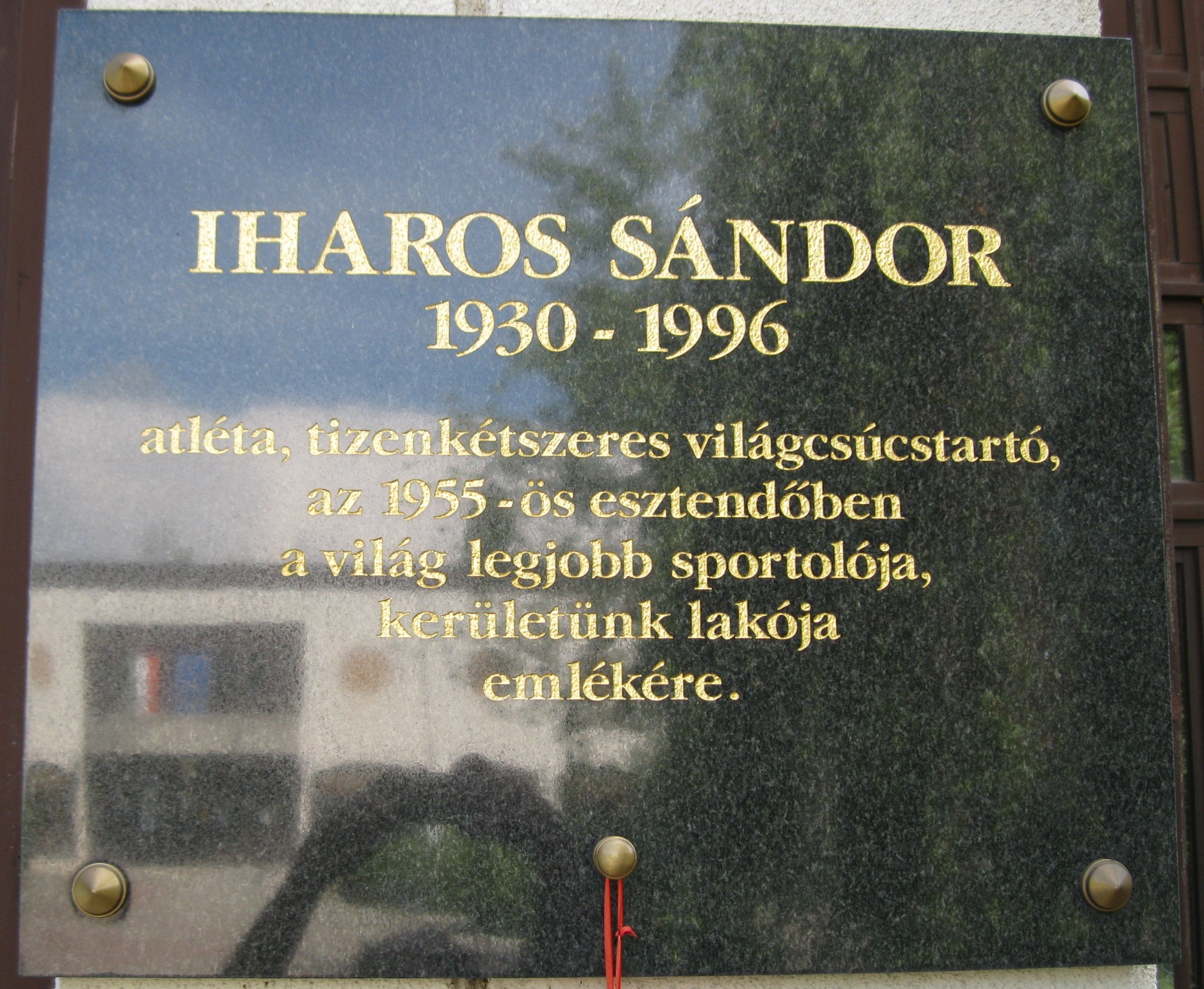
Iharos Sándor, Tövishát utca 8.
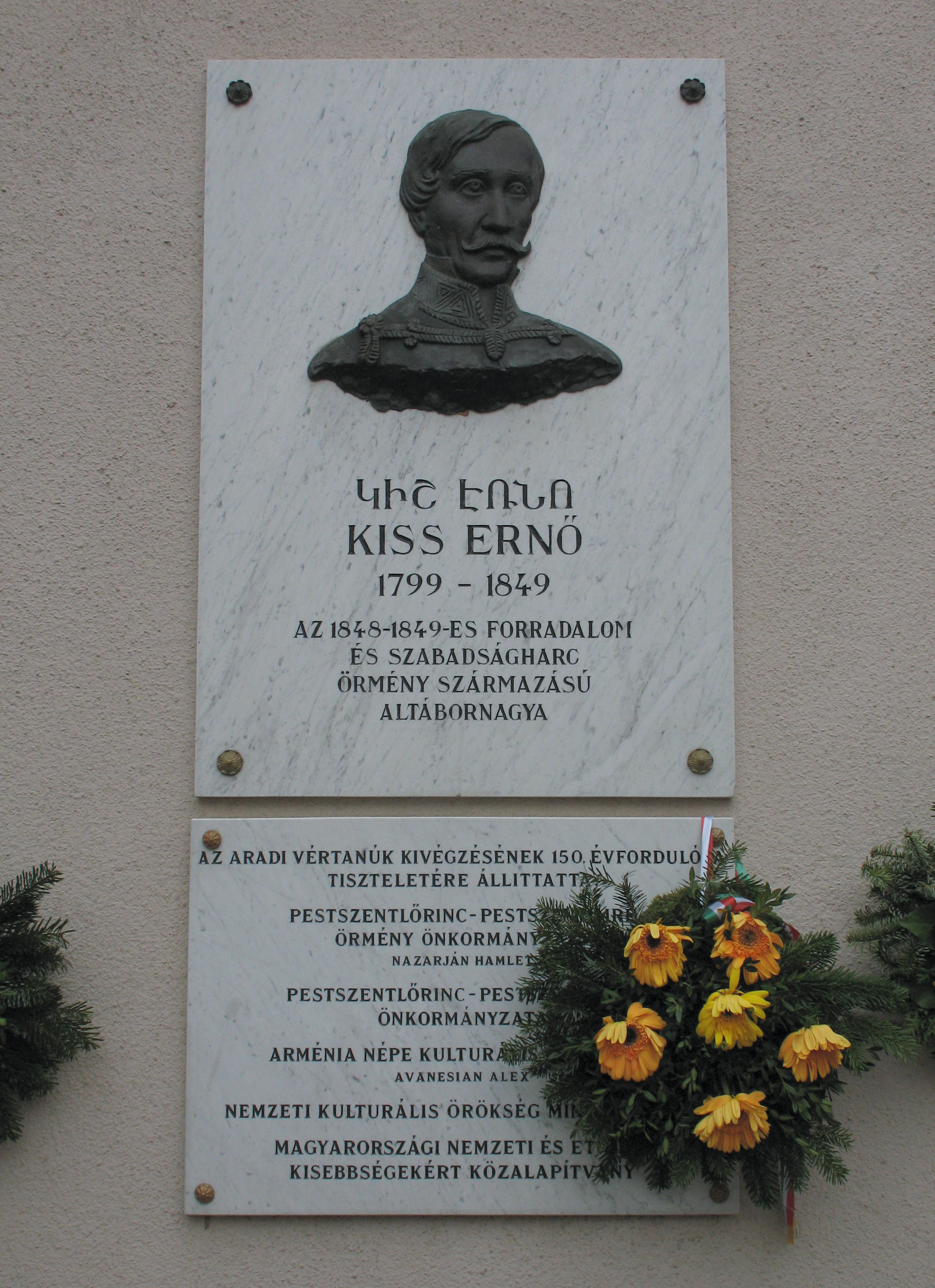
Kiss Ernő, Kiss Ernő utca 2.
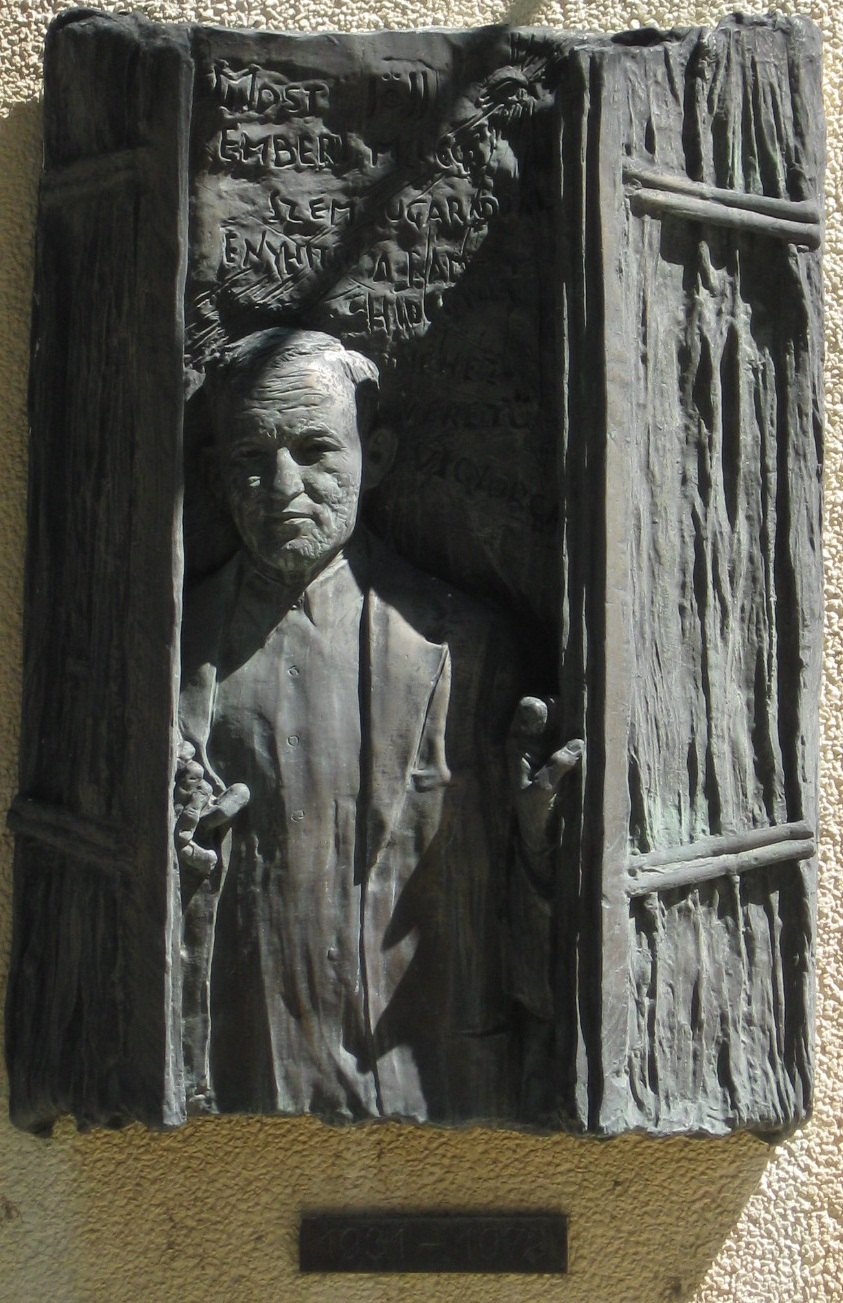
Kondor Béla, Kondor Béla sétány 8. alkotó: Varga Imre
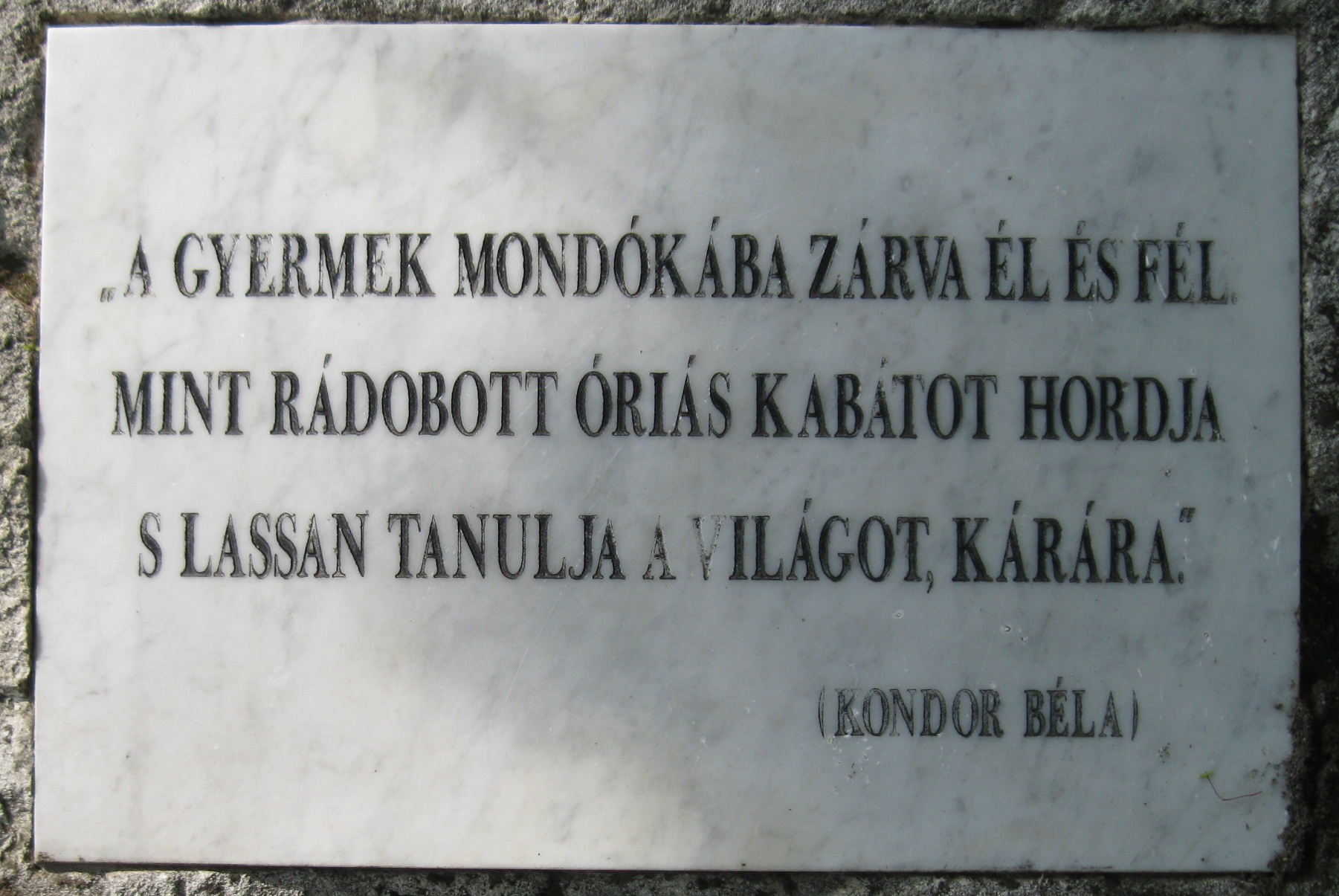
Kondor Béla, Kossuth Lajos tér
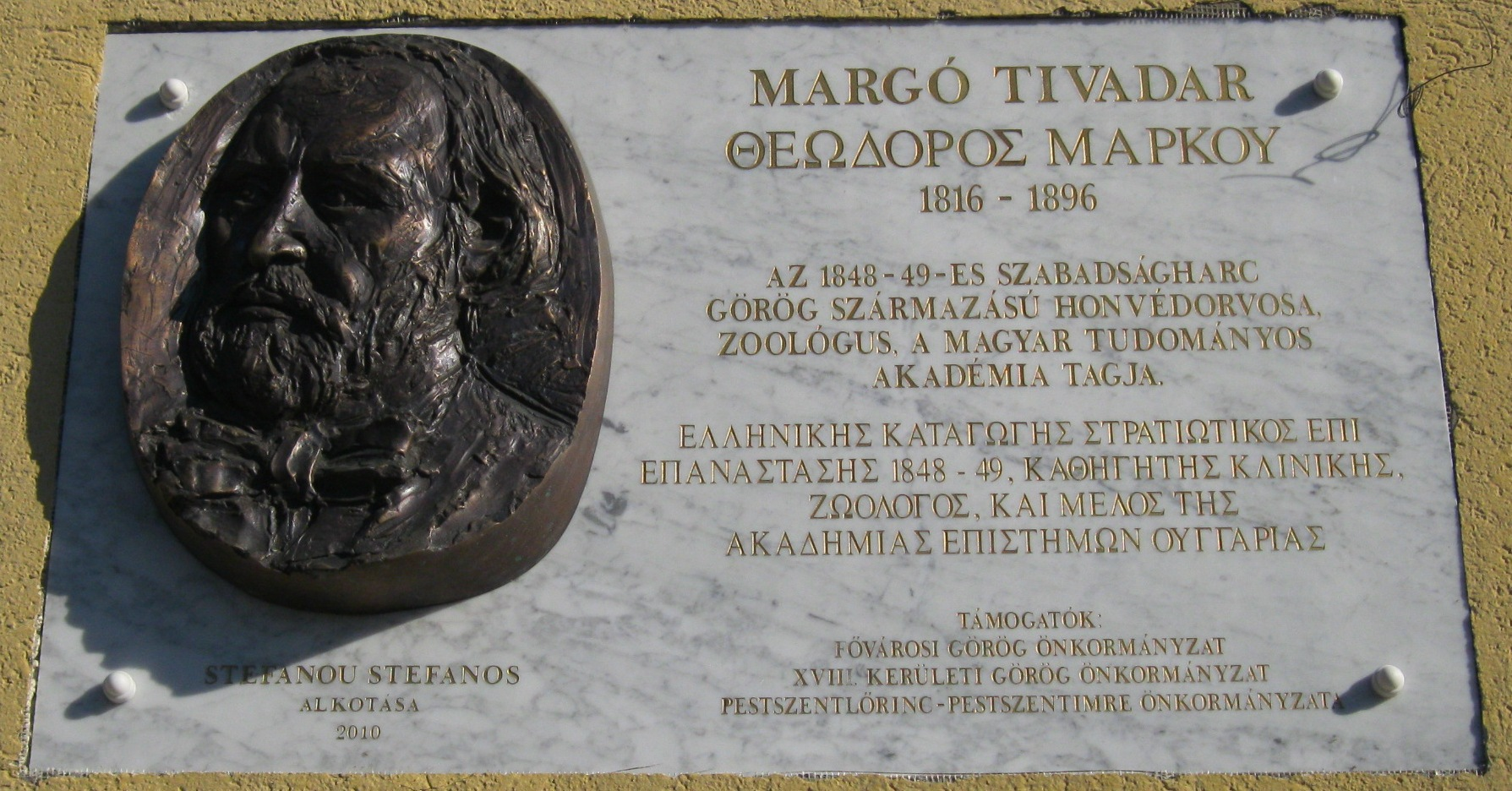
Margó Tivadar, Margó Tivadar utca 170.
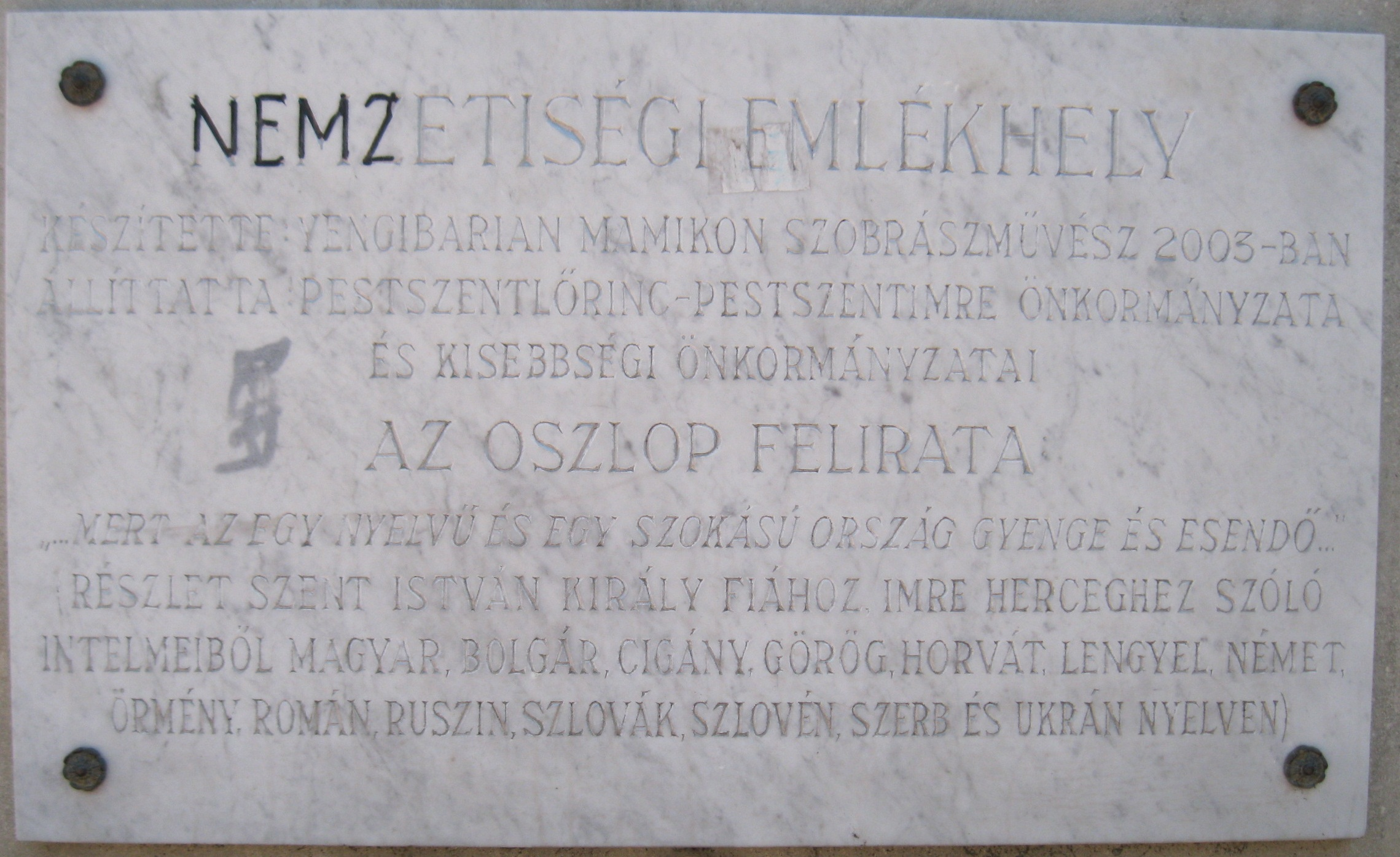
Nemzetiségi emlékhely, Szervét Mihály tér
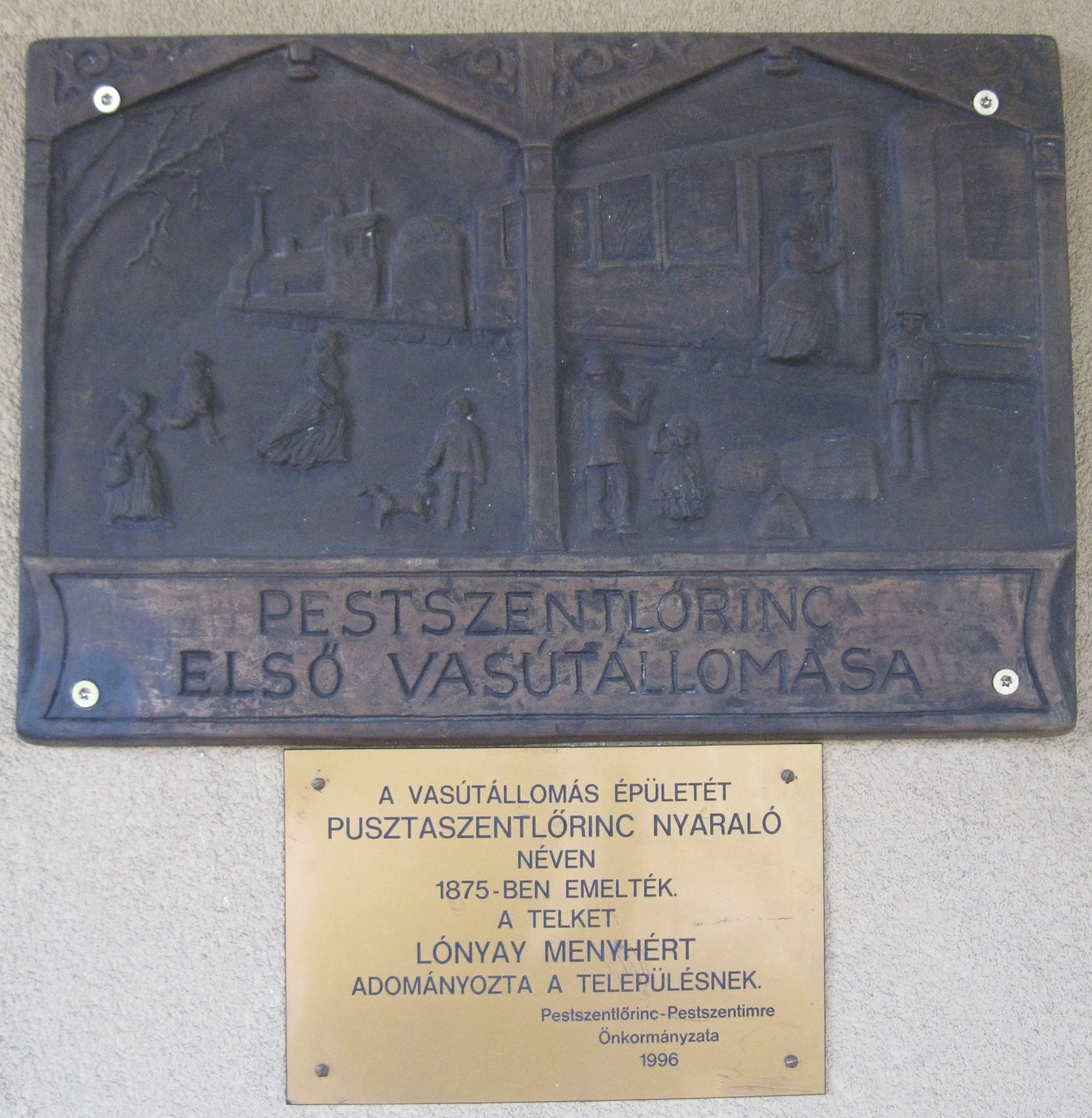
Pestszentlőrinc első vasútállomása, Jegenye fasor 43.
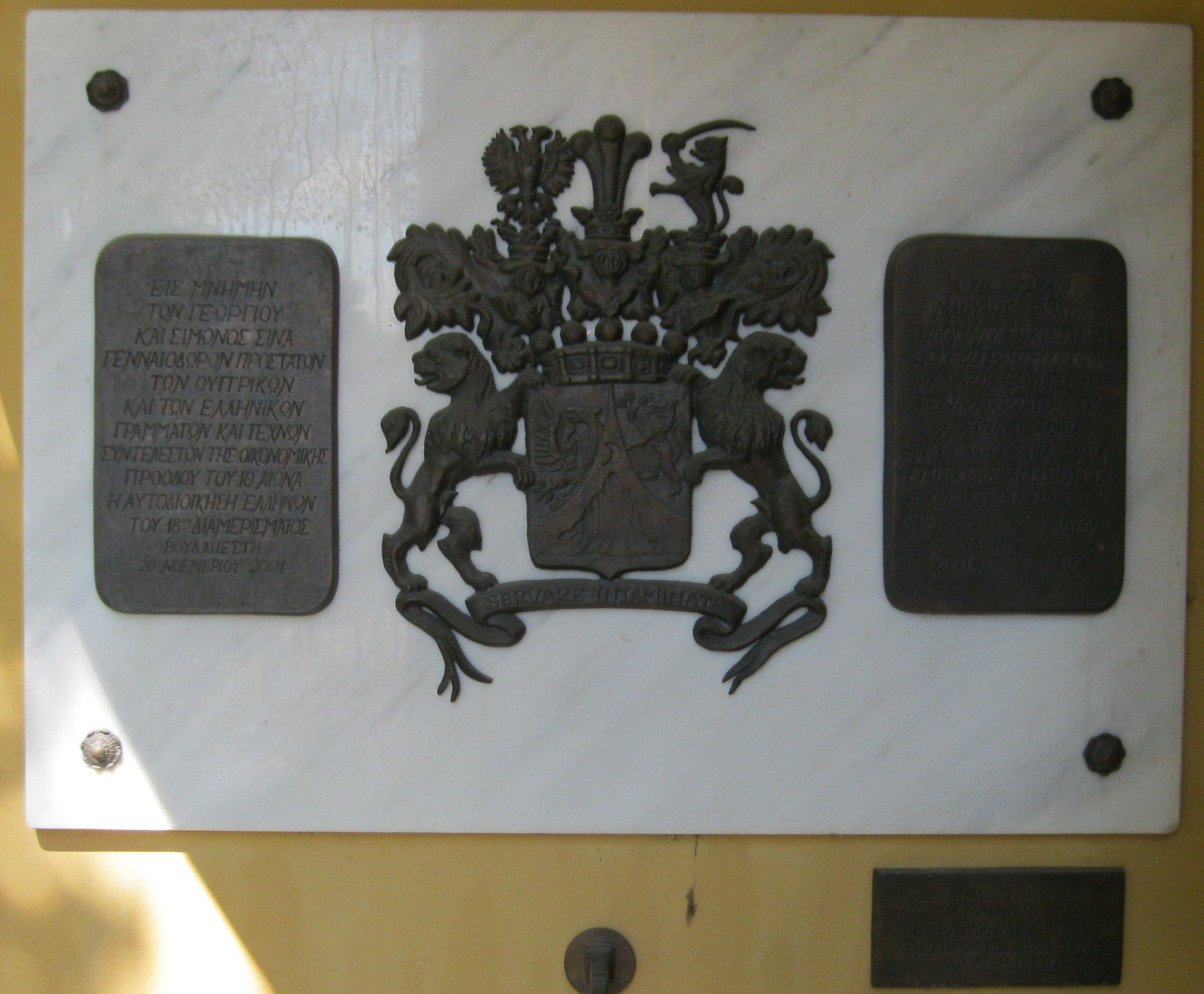
Sina György és Sina Simon, Sina Simon sétány 2.
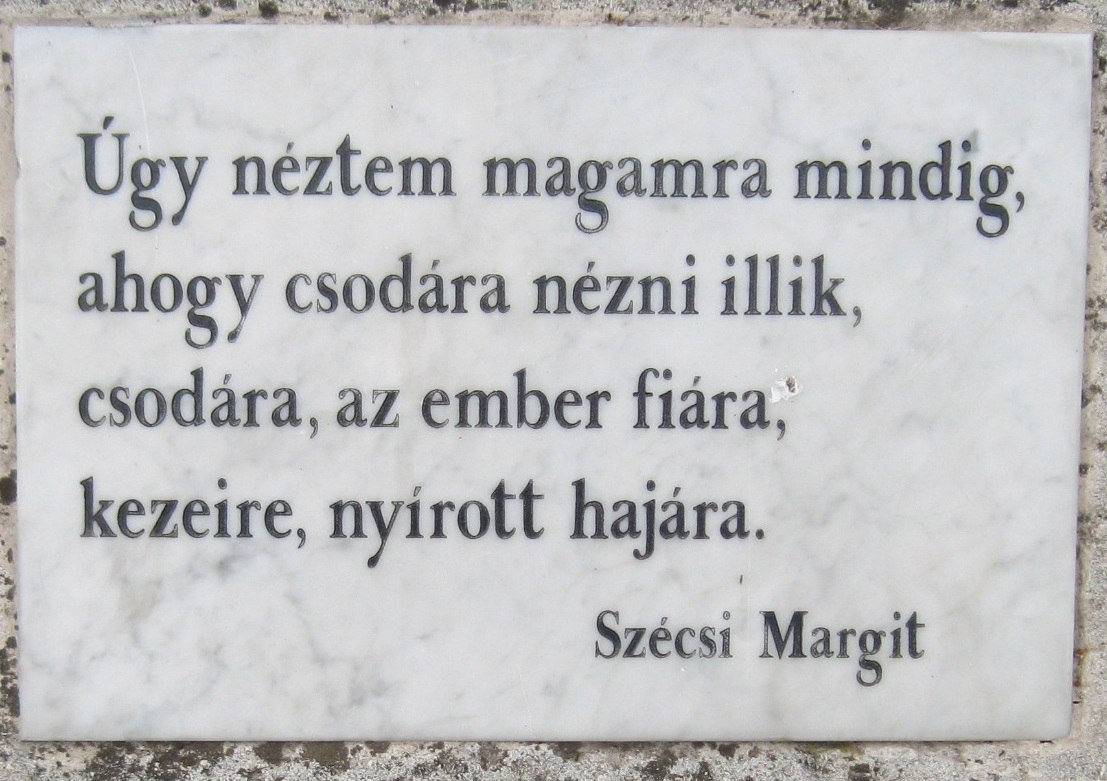
Szécsi Margit, Kossuth Lajos tér
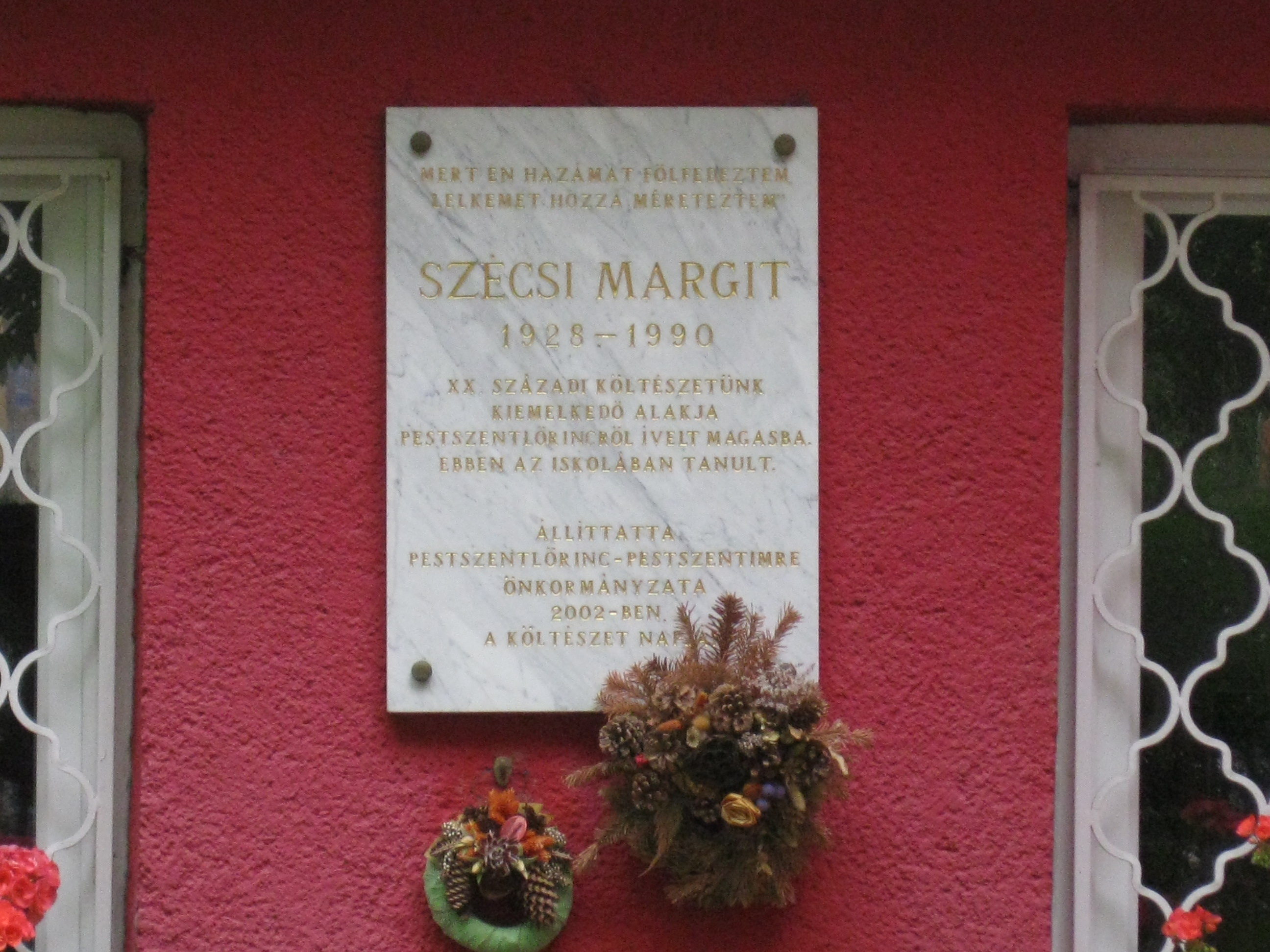
Szécsi Margit, Üllői út 380–382.
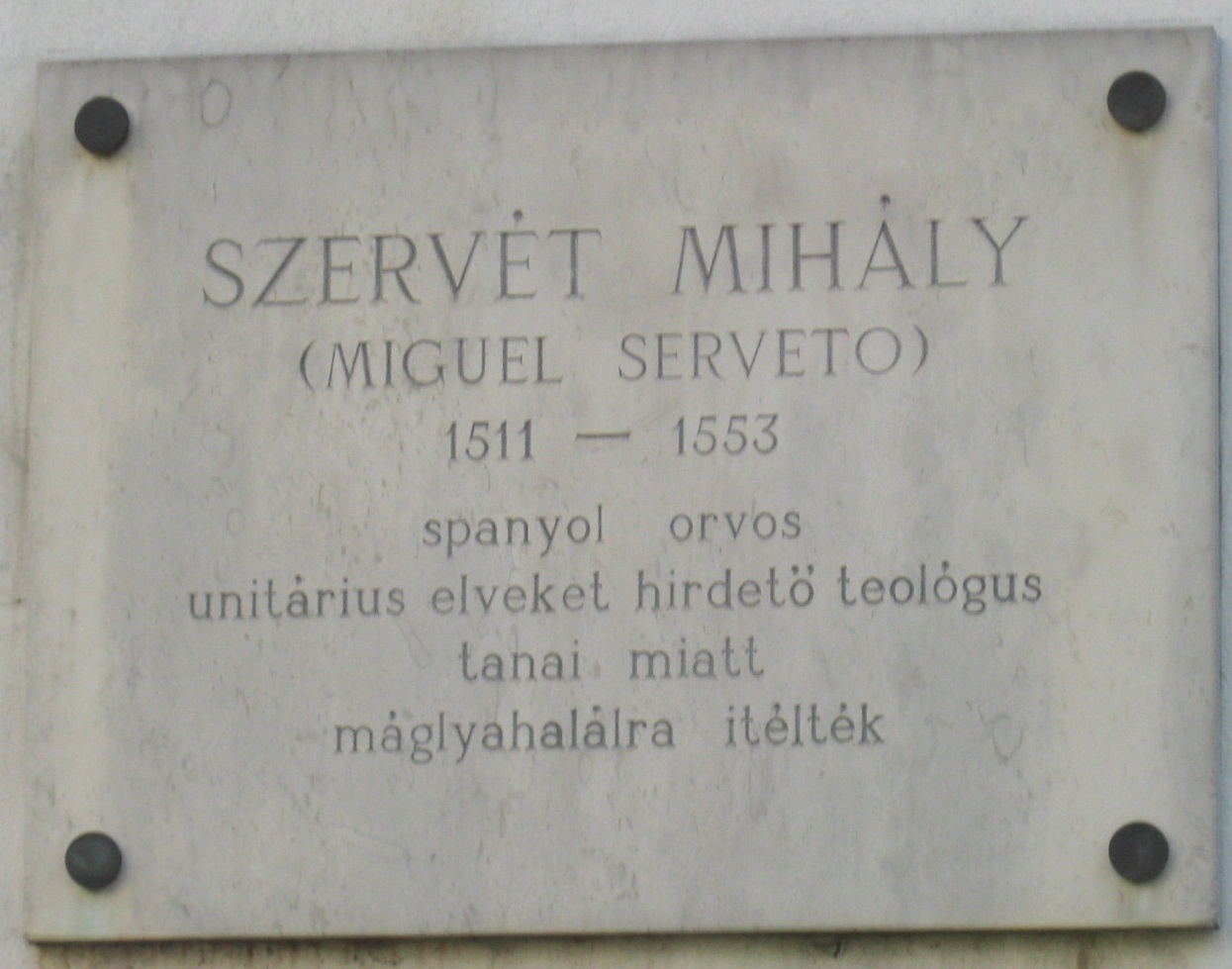
Szervét Mihály, Szervét Mihály tér 1.
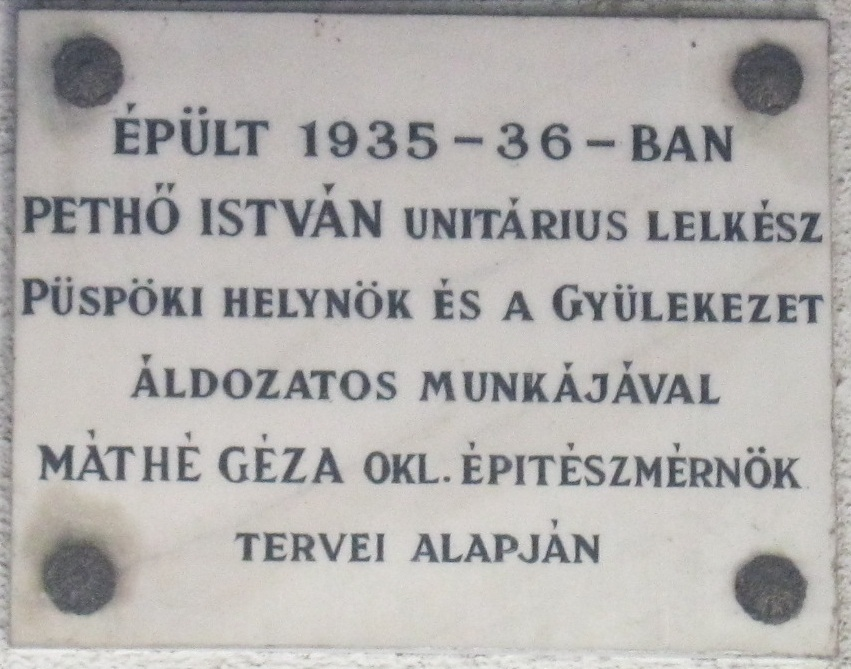
Szervét Mihály téri unitárius templom, Szervét Mihály tér 1.
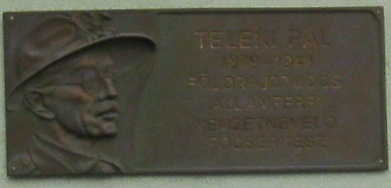
Teleki Pál, Teleki utca 26. és 28. számú házak közötti házon
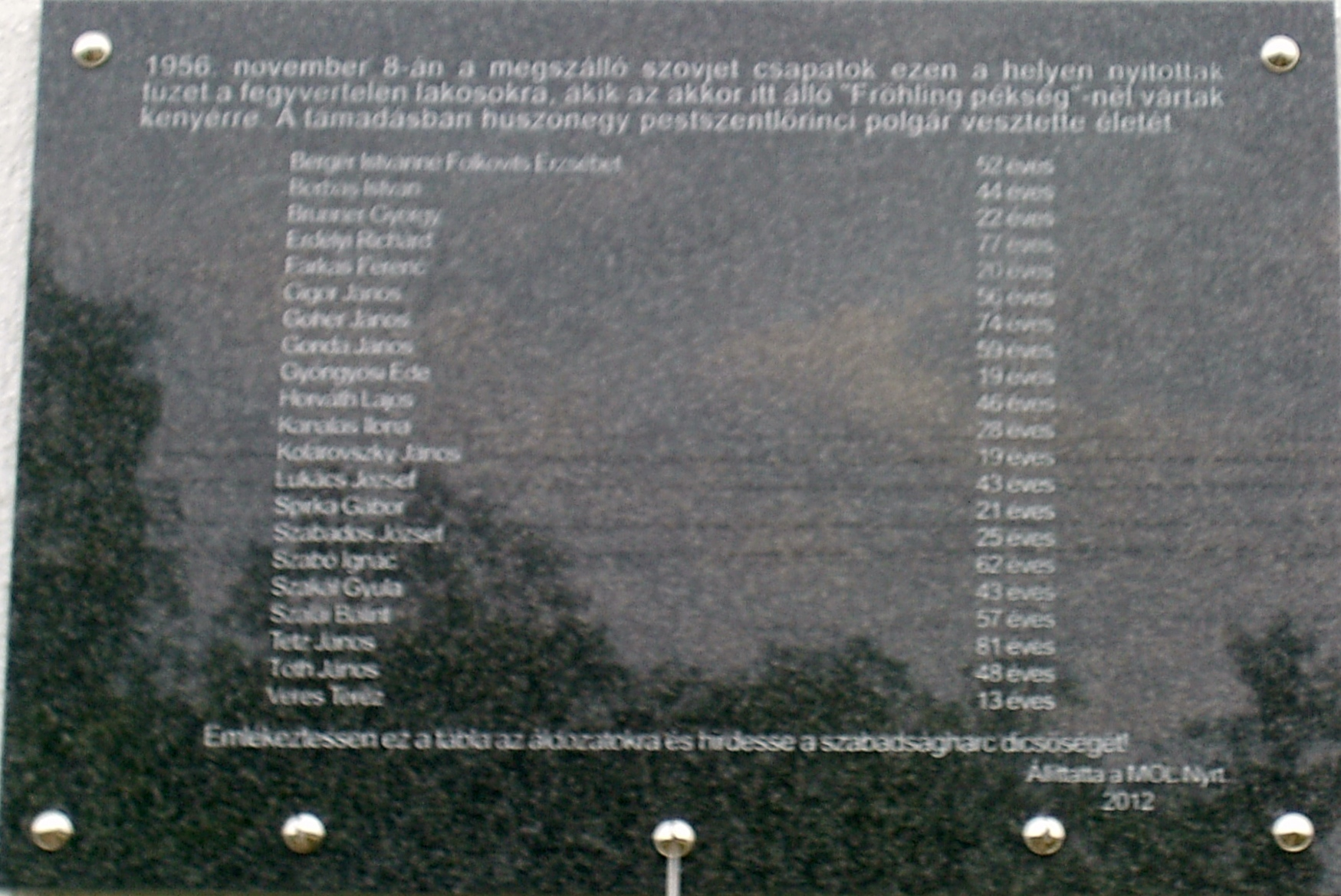
1956-os emléktábla, Üllői út 738., benzinkút
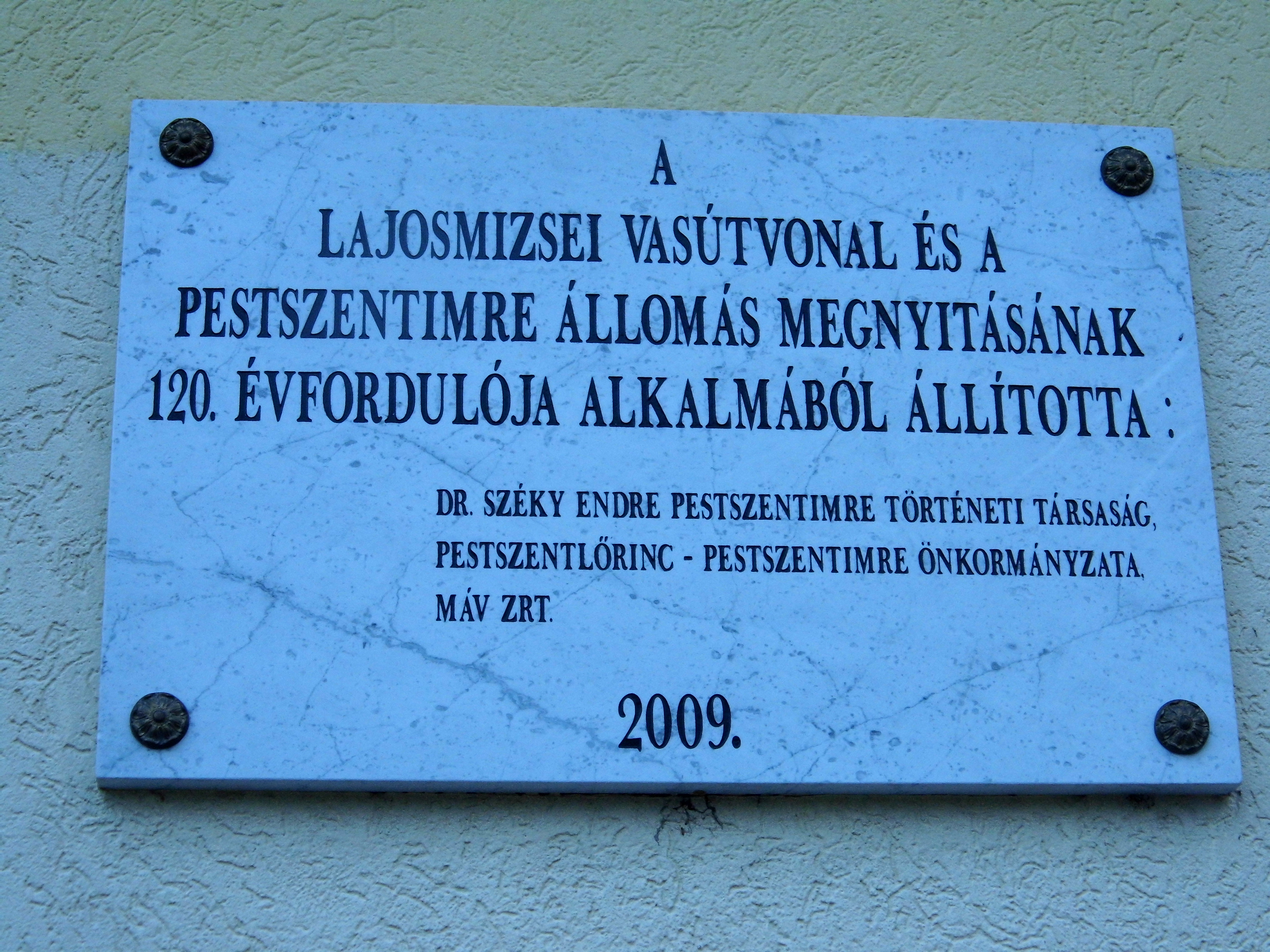
120 éves a ̺Budapest–Kecskemét-vasútvonal Vasút út, Pestszentimre vasútállomás

## Utcaindex
| Barcika tér (10.) Aprók Falva Óvoda Baross utca (7.) Baross Gábor Bem József utca (2.) Bem József Cziffra György utca (korábban Sallai Imre utca) (-) Szent Lőrinc (Barokk) kápolna Dávid Ferenc utca (2.) Dávid Ferenc Jegenye fasor (43.) Pestszentlőrinc első vasútállomása Kiss Ernő utca (2.) Kiss Ernő Kondor Béla sétány (8.) Kondor Béla (10.) Csontváry Kosztka Tivadar Kossuth Lajos tér (Szoborpark) Kondor Béla, Szécsi Margit | Margó Tivadar utca (170.) Margó Tivadar Sina Simon sétány (2.) Sina György és Sina Simon Szélmalom utca (33.) Bókay-kert Szervét Mihály tér (-) Nemzetiségi emlékhely (1.) Szervét Mihály, Unitárius templom Teleki utca (26. és 28. számú házak közötti házon) Teleki Pál Tövishát utca (8.) Deák Ferenc, Iharos Sándor Üllői út (380–382.) Szécsi Margit (438.) Gyulai Károly (738., MOL benzinkút) 1956-os forradalom pestszentlőrinci áldozatai Vasút út (Pestszentimre vasútállomás) 120 éves a Budapest–Kecskemét-vasútvonal |